# الملحق التأهيلي في دوري أبطال آسيا 2012
الملحق التأهيلي في دوري أبطال آسيا 2012 يحتوي على ثمانية فرق كلاهما من (خمسة من منطقة غرب آسيا، وثلاثة من منطقة شرق آسيا).
أقيمت قرعة الملحق التأهيلي في كوالا لمبور، ماليزيا يوم 6 ديسمبر 2011. وقد حددت القرعة الفريق الذي سيستضيف المواجهة بين الفرق. سوف يلعب الدور نصف النهائي يوم 10 فبراير 2012، في حين سيلعب الدور النهائي يوم 18 فبراير 2012.
سيتم استخدام الوقت الاضافي والركلات الترجيحية لتحديد من هو الفائز إذا لزم الأمر. الفائزون الأربعة من الدور النهائي (اثنين من منطقتي الشرق والغرب) سوف يتأهلون إلى دور المجموعات للانضمام إلى 28 فريقا تأهلوا مباشرة لدور المجموعات. الثلاثة الخاسرون من الدور النهائي (اثنين من منطقة غرب آسيا، وواحد من منطقة شرق آسيا) سيتأهلون إلى دور المجموعات من كأس الاتحاد الآسيوي 2012، ما عدا الخاسر من مباراة أديليد يونايتد وبيرسيبورا جايابورا.

## المباريات

### منطقة غرب آسيا
| فريق 1            | نتيجة             | فريق 2            |
| الدور نصف النهائي | الدور نصف النهائي | الدور نصف النهائي |
| ----------------- | ----------------- | ----------------- |
| اسقلال            | 2–0               | ذوب آهن           |
| الدور النهائي     |                   |                   |
| الشباب            | 3–0               | نيفتشي فرغونا     |
| اسقلال            | 3–1               | الاتفاق           |

#### الدور نصف النهائي
| اسقلال                 | 0 – 2 | ذوب آهن |
| ---------------------- | ----- | ------- |
| حيدري 23' · برهاني 67' | تقرير |         |

#### الدور النهائي
| اسقلال                                 | 1 – 3 | الاتفاق    |
| -------------------------------------- | ----- | ---------- |
| جيركوفيتش 37' · حيدري 62' · برهاني 65' | تقرير | السالم 59' |

| الشباب                      | 0 – 3 | نيفتشي فرغونا |
| --------------------------- | ----- | ------------- |
| عبيد 6'، 60' · حيدروف 90+3' | تقرير |               |

### منطقة شرق آسيا
| فريق 1         | نتيجة         | فريق 2             |
| الدور النهائي  | الدور النهائي | الدور النهائي      |
| -------------- | ------------- | ------------------ |
| بوهانغ ستيلرز  | 2–0           | تشونبوري           |
| أديليد يونايتد | 3–0           | بيرسيبورا جايابورا |

الفريق التالي كان من المقرر أن يشارك في الملحق التأهيلي لمنطقة شرق آسيا، ولكن اعتذر عن المشاركة:
- لياونينغ هووين

#### الدور النهائي
| أديليد يونايتد                            | 0 – 3 | بيرسيبورا جايابورا |
| ----------------------------------------- | ----- | ------------------ |
| بوغارد 12' · ليفتشينكو 57' · فان دايك 84' | تقرير |                    |

| بوهانغ ستيلرز                         | 0 – 2 | تشونبوري |
| ------------------------------------- | ----- | -------- |
| هوانغ جين سونغ 28' · بارك سونغ هو 70' | تقرير |          |